# 托卡切省
托卡切省（西班牙語：Provincia de Tocache），是秘魯的省份，位於該國中北部聖馬丁大區，首府是托卡切，始建於1984年12月6日，面積5,865平方公里，2007年人口72,346，人口密度為每平方公里12.33人。
8°11′20″S 76°30′57″W / 8.18889°S 76.51583°W